# Sons of Lee Marvin

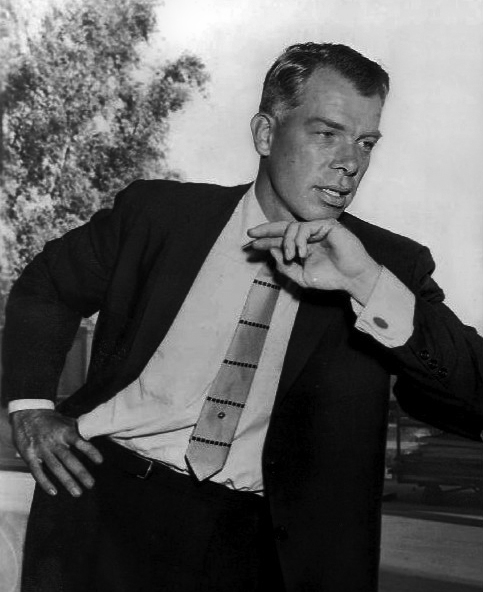
Lee Marvin, 1959

Sons of Lee Marvin (dt. Söhne von Lee Marvin) ist ein von dem US-amerikanischen Regisseur Jim Jarmusch gegründeter humoristischer Geheimclub. Die Mitglieder des Clubs müssen eine gewisse Ähnlichkeit mit dem Schauspieler Lee Marvin aufweisen, um potentiell für seine Söhne gehalten werden zu können. Angeblich treffen sich die Mitglieder einmal jährlich, um gemeinsam Filme mit Marvin zu schauen.

## Gründung
John Boorman, der Regisseur des Lee-Marvin-Films Point Blank, der eine Inspiration für Jarmuschs The Limits of Control war, soll gesagt haben, dass Jarmusch ihn äußerlich an Marvin erinnere. Das Gleiche soll Jarmusch auch von Sam Fuller gehört haben. Während der Dreharbeiten zu Down by Law kam Jarmusch auf die Idee, einen Film zu drehen, in dem er selbst, Tom Waits und John Lurie die Söhne einer von Marvin gespielten Figur spielen würden. Marvin starb jedoch 1987, was die Verwirklichung der Idee unmöglich machte.

## Mitglieder
Zu den bestätigten Mitgliedern von Sons of Lee Marvin gehören neben Jim Jarmusch der Sänger Tom Waits, der Saxophonist John Lurie, der Schriftsteller Richard Boes, der Sänger Nick Cave und der Regisseur John Boorman, der ein Ehrenmitglied ist. Weitere, nicht bestätigte Mitglieder sollen die Sänger Iggy Pop, Thurston Moore und Neil Young sowie der Schauspieler Josh Brolin sein.